# Žralok černoploutvý
Neplést se žralokem černocípým, Carcharhinus limbatus.
Žralok černoploutvý (Carcharhinus melanopterus) je druh žraloka z čeledi modrounovitých, snadno rozpoznatelný podle černého zašpičatění ploutví (zejména hřbetní a ocasní). Tento žralok dorůstá délky až 2 m a váží asi 45 kg. Je to rychlý plavec díky hydrodynamickému tvaru těla a zdržuje se převážně v mělkých vodách.

## Výskyt
Vyskytuje se v tropických vodách Indického a Tichého oceánu. Preferuje mělké pobřežní vody na okrajích útesových říms. Byl však viděn také u ústí řek a v brakických a sladkovodních tocích. Tento druh obvykle dosahuje délky okolo 1,6 metru.
Žraloci černoploutví mají teritoriální cítění a ve stejných lokalitách se drží i několik let. Jsou to aktivní predátoři, jejich hlavní potravou jsou drobné kostnaté ryby, korýši a hlavonožci. Je o nich také známo, že se živí mořskými hady a mořskými ptáky. Podobně jako ostatní zástupci z čeledi modrounovitých je tento druh živorodý, samice rodí 2-5 mláďat v cyklech, které trvají od půl roku do dvou let. Názory na březost se rozcházejí od 7-9 přes 10-11 až po 16 měsíců. Novorození žraloci žijí v mělkých pobřežních vodách a často se zdržují ve velkých skupinách v přílivových oblastech.
Tento druh je plachý a lekavý, nebezpečí pro lidi představuje pouze zřídka v případech, kdy si splete člověka s přirozenou potravou. Mohou to být například situace, kdy se člověk brodí mělkou vodou a žralok jej pokouše do nohy. Žralok černoploutvý se loví pro své maso, ploutve a tuk, ale není považován za komerčně lovený druh. Mezinárodní svaz ochrany přírody (IUCN) jej hodnotí jako téměř ohrožený. Ačkoliv zůstává druh jako celek nadále velmi rozšířen a relativně běžný, rybolov v souvislosti s pomalým reprodukčním cyklem vedl k poklesu jeho výskytu na řadě míst.